# Vestens Konge
Vestens Konge (originaltitel The King of Wild Horses) er en amerikansk stumfilm fra 1924 af Fred Jackman.

## Medvirkende
- Edna Murphy som Mary Fielding
- Léon Bary som Billy Blair
- Charley Chase som Boyd Fielding
- Pat Hartigan som Wade Galvin
- Sidney De Gray som John Fielding